# オラン・パーク・レースウェイ
オラン・パーク・レースウェイ (英語: Oran Park Raceway  は、オーストラリアのニューサウスウェールズ州シドニーの南西にあるサーキットで、1962年2月から2010年1月に閉鎖されるまで運営されていた。トラックはジョージ・マレーとジャック・アレンによって設計された。